# Neosisyphus paschalidisae
Neosisyphus paschalidisae là một loài bọ cánh cứng trong họ Bọ hung (Scarabaeidae).